# Грос-Оффензет-Асперн
Грос-Оффензет-Асперн (нім. Groß Offenseth-Aspern) — громада в Німеччині, розташована в землі Шлезвіг-Гольштейн. Входить до складу району Піннеберг. Складова частина об'єднання громад Ранцау.
Площа — 10,56 км2. Населення становить 463 ос. (станом на 31 грудня 2020).